# Liste von Flüssen in Rio Grande do Sul

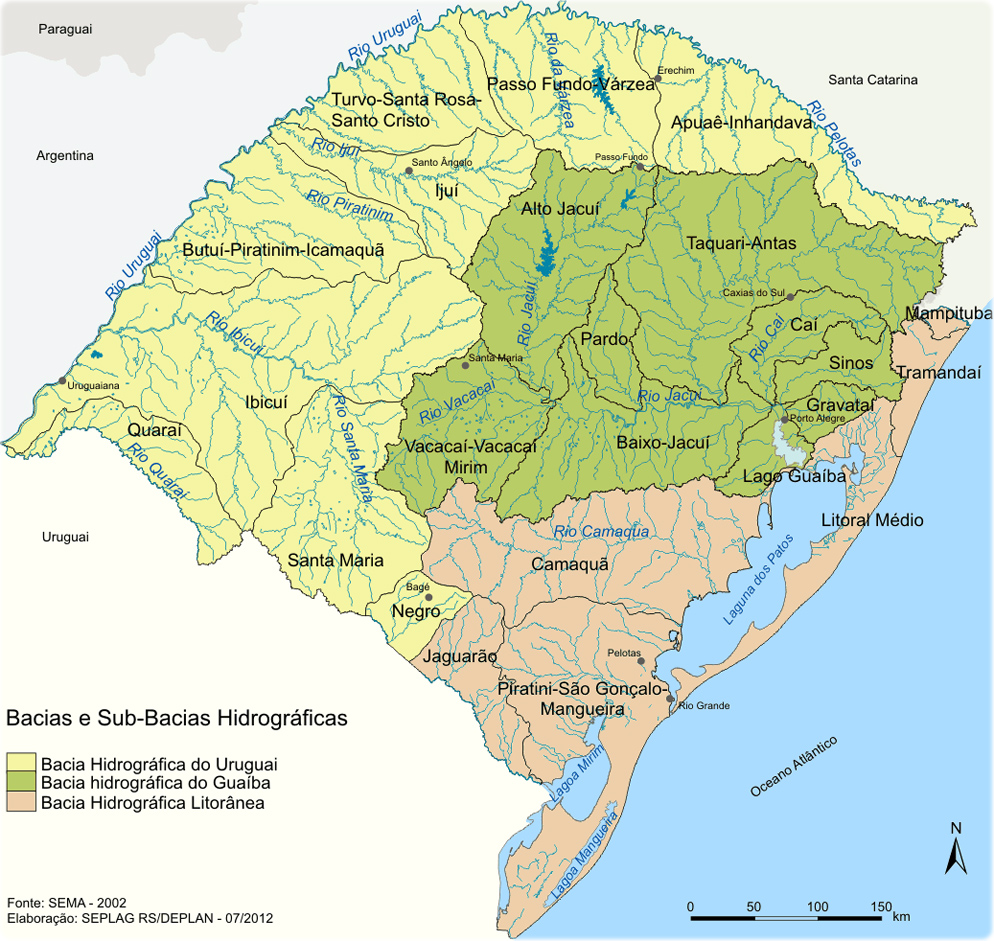
Hydrografische Becken in Rio Grande do Sul

Die Liste von Flüssen in Rio Grande do Sul nennt Flüsse in der Südregion von Brasilien, die im Gliedstaat Rio Grande do Sul liegen.

## Flüsse

### A
- Rio Amandaú
- Rio das Antas

### B
- Rio Belo
- Rio Botucaraí
- Rio Buricá
- Rio Buriti

### C
- Rio Cacequi
- Rio Cadeia
- Rio Caí
- Rio dos Caixões
- Rio Camacuã
- Rio Camisas
- Rio Caracol
- Rio Carreiro
- Rio Caxambu
- Rio Cipamaroti
- Rio Comandaí
- Rio dos Corvos

### D
- Delta du Jacuí
- Rio Divisa
- Rio Dourado

### F
- Rio Forqueta

### G
- Rio Gravataí
- Rio Guaçú
- Rio Guaíba
- Rio Guaporé
- Rio Guarita

### I
- Rio Ibicuí
- Rio Ibicuí da Cruz
- Rio Ibicuí-Mirim
- Rio Ibidui da Armada
- Rio Ibirapuitã
- Rio Ibirapuitã Chico
- Rio Ibirubá
- Rio Ijuí
- Rio Ijuizinho
- Rio Iruí
- Rio Itu
- Rio Ituim
- Rio Ivaí

### J
- Rio Jaguarão
- Rio Jacuí
- Rio Jacuizinho
- Rio Jacuí-Mirim
- Rio Jaguari
- Rio Jaguarizinho

### L
- Rio Lajeado Grande

### M
- Rio Macaco
- Rio Mampituba
- Rio Mineiro
- Rio Maquiné
- Rio Maratá
- Rio Mauá
- Rio Muniz

### N
- Rio Negro

### O
- Rio Ogarantim
- Rio Ouro

### P
- Rio Paranhana
- Rio Pardinho
- Rio Pardo, linker Zufluss des Rio Jacuí
- Rio Passo Fundo
- Rio Pelotas
- Rio Piaí
- Rio Pinhal
- Rio Piraju
- Rio Piratini
- Rio da Prata, rechter Nebenfluss des Rio das Antas

### Q
- Rio Quaraí
- Rio Quebra-Dentes

### R
- Rio Rolante

### S
- Rio Santa Maria
- Rio Santa Rosa
- Rio Santo Cristo
- Rio São Lourenço do Sul
- Rio São Sepé
- Rio dos Sinos
- Rio Soturno

### T
- Rio Tainhas
- Rio Taquara
- Rio Taquari
- Rio Taquari-Mirim
- Rio da Telha
- Rio Toropi
- Rio Tramandaí
- Rio Três Forquilhas
- Rio Turvo

### U
- Rio Uruguai

### V
- Rio Vacacaí
- Rio da Várzea

## Arroios
- Arroio das Caneleiras
- Arroio Chuí
- Arroio Feijó
- Arroio do Quilombo
- Arroio Pelotas
- Arroio Piquiri

## Kanäle
- Canal de São Gonçalo